# Circumscripció Massís Central-Centre
La Circumscripció Massís Central-Centre és una circumscripció electoral francesa utilitzada cada 5 anys des de 2004 durant les Eleccions al Parlament Europeu per a designar, mitjançant una elecció de sufragi universal directe, 5 (6 en 2004) dels 72 eurodiputats (78 en 2004) que li corresponen a França segons el Tractat de Niça dels 736 membres del Parlament Europeu. Fou creada en 2003 mitjançant la Loi Électorale n° 2003-327 de l'11 d'abril de 2003., com les altres 7 circumscripcions electorals franceses per a les eleccions europees.
Agrupa als electors de les regions franceses de: Alvèrnia, Centre i Llemosí que comptava en 2009 amb 3.342.668 electors inscrits.